# Jan Musiał (senator)
Jan Antoni Musiał (ur. 1 stycznia 1948 w Częstochowie) – polski polityk, literaturoznawca, nauczyciel akademicki i dziennikarz, doktor nauk humanistycznych, działacz opozycji w okresie PRL, senator I i II kadencji, wojewoda przemyski (1990–1992).

## Życiorys
Syn Franciszka i Franciszki. Po wydarzeniach grudniowych w 1970 brał udział w manifestacjach studenckich, w związku z czym był czasowo więziony pod zarzutem rozpowszechniania „fałszywych” wiadomości o wydarzeniach na Wybrzeżu. W 1972 ukończył studia filologiczne na Wydziale Polonistyki Uniwersytetu Jagiellońskiego. W 2006 na Katolickim Uniwersytecie Lubelskim uzyskał stopień naukowy doktora nauk humanistycznych na podstawie pracy zatytułowanej Wartość i wartościowanie w pracach Stefana Kołaczkowskiego o literaturze.
W latach 1972–1973 był nauczycielem w szkole w Czułowie. Od 1973 do 1981 pracował jako dziennikarz  „Nowin” i „Konfrontacji”. We wrześniu 1980 wstąpił do „Solidarności”. W styczniu i lutym 1981 był uczestnikiem strajku, który doprowadził do podpisania porozumień rzeszowsko-ustrzyckich. Był twórcą i redaktorem „Biuletynu Informacyjnego Międzyzakładowego Komitetu Założycielskiego Solidarność” (1980–1981), biuletynu strajkowego „Trwamy” (1981) i miesięcznika „Z Dołu” (1981). Po wprowadzeniu stanu wojennego ukrywał się, był poszukiwany listem gończym. 27 października 1982 został zatrzymany w Przemyślu. Był współredaktorem drugoobiegowych wydawnictw związku „Solidarność Trwa” (1982) i „Busoli” (1982–1988), publikował w prasie podziemnej wydawanej w Rzeszowie, Przemyślu i Stalowej Woli.
W latach 1982–1989 pełnił funkcję redaktora „Rocznika Instytutu Wyższej Kultury Religijnej”. Od 1984 był instruktorem bibliotecznym w Kurii Biskupiej w Przemyślu, a w latach 1985–1988 wykładowcą języka polskiego w Wyższym Seminarium Duchownym w Przemyślu. W latach 1985–1990 był redaktorem monografii historycznych z cyklu Biblioteczka Przemyska i współredaktorem I tomu monografii Diecezja Przemyska w latach 1939–1945. W latach 1988–1992 pełnił funkcję sekretarza Diecezjalnej Rady Kultury. Był wykładowcą „latającego” uniwersytetu ludowego w diecezji przemyskiej, członkiem opozycyjnego Klubu Myśli Politycznej „Dziekania” oraz członkiem zespołu niezależnych historyków pod patronatem Katolickiego Uniwersytetu Lubelskiego. W latach 1986–1989 redagował niezależne pismo „Rola Katolicka”, wydawane pod patronatem biskupa Ignacego Tokarczuka.
W wyborach parlamentarnych z 4 czerwca 1989 został wybrany na senatora I kadencji z ramienia Komitetu Obywatelskiego. W 1991 uzyskał reelekcję do Senatu II kadencji z listy POC (jako przedstawiciel Porozumienia Centrum). W Senacie reprezentował województwo przemyskie. 1 czerwca 1990 został powołany na stanowisko wojewody przemyskiego. Stał się pierwszym po przemianach niekomunistycznym wojewodą w tym województwie (zastąpił Andrzeja Wojciechowskiego). Jego zastępcą, powołanym 1 marca 1990, był Wiesław Winiarz, zajmujący stanowisko wicewojewody. 28 października 1992 Jana Musiała odwołano ze stanowiska wojewody. Jego następcą 17 lutego 1993 został Adam Pęzioł.
Od marca 1993 do lipca 1994 był redaktorem naczelnym dziennika regionalnego „Nowiny” w Rzeszowie, a od 1994 do 1997 wydawcą „Zeszytów Akcji Katolickiej Archidiecezji Przemyskiej”. W latach 1994–1996 pracował jako nauczyciel w I Liceum Ogólnokształcącym w Przemyślu. W latach 1994–1997 był prezesem przemyskiego oddziału Klubu Inteligencji Katolickiej. Został także członkiem Stowarzyszenia Pamięci Orląt Przemyskich, Przemyskiego Towarzystwa Kulturalnego, Stowarzyszenia Wspólnota Polska oraz Towarzystwa Rozwoju Regionalnego Polski Południowo-Wschodniej. W latach 1996–1998 był prezesem wydawnictwa R-Press w Rzeszowie.
W okresie rządu Jerzego Buzka od 1998 do 1999 kierował Polską Agencją Informacyjną w Warszawie. W 2000 został dyrektorem Kolegium Nauczycielskiego w Przemyślu, a w 2001 objął stanowisko kanclerza Państwowej Wyższej Szkoły Wschodnioeuropejskiej w Przemyślu. Został też ponownie wykładowcą w WSD w Przemyślu.
Zasiadał w radzie politycznej Porozumienia Polskich Chrześcijańskich Demokratów i w zarządzie tej partii na Podkarpaciu, później związany z Prawem i Sprawiedliwością. W wyborach prezydenckich w 2010 poparł kandydaturę Marka Jurka i wszedł w skład jego społecznego komitetu poparcia. Został członkiem komitetu wspierającego kandydaturę Karola Nawrockiego na prezydenta RP w wyborach w 2025.

## Odznaczenia
- Krzyż Oficerski Orderu Odrodzenia Polski (2025)[10]
- Krzyż Wolności i Solidarności (2014)[11]
- Order Świętego Sylwestra (1999)